# Virgil (CDP, New York)
Pour les articles homonymes, voir Virgil.
Virgil est une census-designated place du comté de Cortland, dans l'État de New York, aux États-Unis,. En 2020, elle compte une population de 298 habitants.